# Finlandia na Zimowych Igrzyskach Paraolimpijskich 2006
Reprezentacja Finlandii na Zimowych Igrzyskach Paraolimpijskich 2006 liczyła 7 sportowców.

## Wyniki zawodników

### Biathlon

#### Mężczyźni
| Zawodnik           | Konkurencja                          | Czas rzeczywisty | Ilość pudeł | Przelicznik czasu | Czas końcowy | Pozycja | Źródło |
| ------------------ | ------------------------------------ | ---------------- | ----------- | ----------------- | ------------ | ------- | ------ |
| Kalervo Pieksämäki | Bieg na 7,5 km stojąc                | 26:43.3          | 2           | 0,96              | 25:39.1      | 17.     | [ 1 ]  |
| Kalervo Pieksämäki | Bieg na 12,5 km stojąc               | 45:21.1          | 5           | 0,96              | 48:32.2      | 16.     | [ 2 ]  |
| Jarmo Ollanketo    | Bieg na 7,5 km osób z wadami wzroku  | 25:27.9          | 3           | 0,98              | 24:57.4      | 7.      | [ 3 ]  |
| Jarmo Ollanketo    | Bieg na 12,5 km osób z wadami wzroku | 41:41.5          | 10          | 0,98              | 50:51.4      | 10.     | [ 4 ]  |

#### Kobiety
| Zawodniczka     | Konkurencja           | Czas rzeczywisty | Ilość pudeł | Przelicznik czasu | Czas końcowy | Pozycja | Źródło |
| --------------- | --------------------- | ---------------- | ----------- | ----------------- | ------------ | ------- | ------ |
| Maija Löytynoya | Bieg na 7,5 km stojąc | 28:44.7          | 1           | 0,97              | 27:53.0      | 5.      | [ 5 ]  |

### Biegi narciarskie

#### Mężczyźni
| Zawodnik           | Konkurencja                        | Czas rzeczywisty | Przelicznik czasu | Czas końcowy | Pozycja | Źródło |
| ------------------ | ---------------------------------- | ---------------- | ----------------- | ------------ | ------- | ------ |
| Iikka Tuomisto     | Bieg na 5 km stojąc                | 14:07.3          | 0,97              | 13:41.9      | 16.     | [ 6 ]  |
| Iikka Tuomisto     | Bieg na 10 km stojąc               | 31:41.6          | 0,92              | 29:09.5      | 6.      | [ 7 ]  |
| Kalervo Pieksämäki | Bieg na 10 km stojąc               | 30:59.6          | 0,96              | 29:45.2      | 11.     | [ 7 ]  |
| Iikka Tuomisto     | Bieg na 20 km stojąc               | 1:06:48.0        | 0,92              | 1:01:27.4    | 4.      | [ 8 ]  |
| Kalervo Pieksämäki | Bieg na 20 km stojąc               | 1:08:48.1        | 0,96              | 1:06:03.0    | 18.     | [ 8 ]  |
| Jarmo Ollanketo    | Bieg na 5 km osób z wadami wzroku  | 13:12.0          | 0,98              | 12:56.2      | 9.      | [ 9 ]  |
| Jarmo Ollanketo    | Bieg na 10 km osób z wadami wzroku | 29:59.3          | 0,98              | 29:23.3      | 8.      | [ 10 ] |
| Jarmo Ollanketo    | Bieg na 20 km osób z wadami wzroku | 1:04:08.6        | 0,98              | 1:02:51.6    | 9.      | [ 11 ] |

#### Kobiety
| Zawodnik        | Konkurencja                        | Czas rzeczywisty | Przelicznik czasu | Czas końcowy | Pozycja | Źródło |
| --------------- | ---------------------------------- | ---------------- | ----------------- | ------------ | ------- | ------ |
| Maija Löytynoya | Bieg na 5 km stojąc                | 17:24.9          | 0,97              | 16:53.6      | 7.      | [ 12 ] |
| Maija Löytynoya | Bieg na 10 km stojąc               | 41:19.9          | 0,92              | 38:01.5      | 8.      | [ 13 ] |
| Maija Löytynoya | Bieg na 15 km stojąc               | 1:05:14.4        | 0,92              | 1:00:01.2    | 8.      | [ 14 ] |
| Sisko Kiiski    | Bieg na 5 km osób z wadami wzroku  | 16:29.2          | 1,00              | 16:29.2      | 8.      | [ 15 ] |
| Sisko Kiiski    | Bieg na 10 km osób z wadami wzroku | 34:51.7          | 1,00              | 34:51.7      | 7.      | [ 16 ] |
| Sisko Kiiski    | Bieg na 15 km osób z wadami wzroku | 54:05.3          | 1,00              | 54:05.3      | 4.      | [ 17 ] |

### Narciarstwo alpejskie

#### Kobiety
| Zawodnik       | Konkurencja          | Czas rzeczywisty | Czas końcowy | Pozycja | Źródło |
| -------------- | -------------------- | ---------------- | ------------ | ------- | ------ |
| Katja Saarinen | Zjazd stojąc         | 1:50.33          | 1:44.40      | 12.     | [ 18 ] |
| Katja Saarinen | Slalom gigant stojąc | 2:34.32          | 2:21.73      | 20.     | [ 19 ] |
| Katja Saarinen | Supergigant stojąc   | 1:36.13          | 1:28.70      | 14.     | [ 20 ] |
| Katja Saarinen | Slalom stojąc        | 1:44.66          | 1:44.66      | 12.     | [ 21 ] |